# فحص البراز

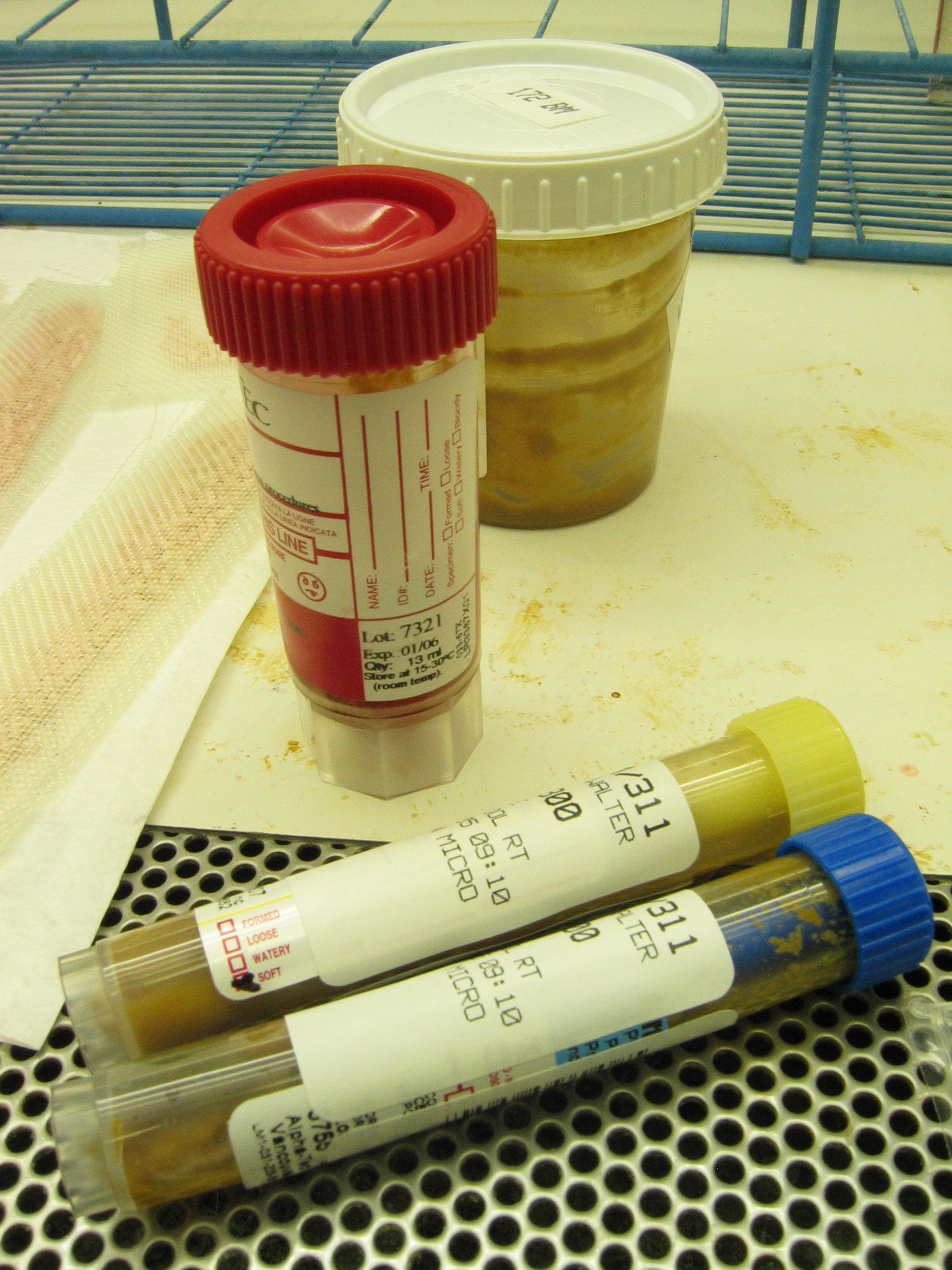
قارورة النقل مليئة ببراز الإنسان للاختباره. الأنابيب ذات الأغطية الزرقاء والصفراء للاختبار الطفيلي، ذات الغطاء الأحمر لإجراء زرع البراز وذات الغطاء الأبيض قدمه المريض مع العينة.

يتضمن فحص البراز جمع وتحليل عينة البراز لتشخيص وجود حالة مرضية أو عدم وجودها.

## فحص الدم الخفي في البراز
يعتبر فحص الدم الخفي في البراز واحداً من أكثر فحوص البراز شيوعاً، يستخدم لتشخيص عدة حالات مرضية مؤدية لنزوف هضمية مثل سرطان القولون والمستقيم وسرطان المعدة.

## فحص الأحياء الدقيقة في البراز
يمكن تشخيص الأمراض الطفيلية بفحص عينة البراز تحت المجهر لرؤية يرقات الديدان أو البيوض وذلك كما في ديدان الصفر الخراطيني (داء الاسكارس) والديدان الشصية (بالإنجليزية: Hookworm)‏ وداء الاسطوانيات الشعرية والدودة السوطية .
بعض الأمراض الجرثومية يمكن تشخيصها أيضا بزرع البراز، فالسموم البكتيرية يمكن أن تكشف بالفحص كما في (المطثيات الصعبة).
يمكن رؤية الفيروسات بالفحص مثل الفيروس العجلي (بالإنجليزية: Rotavirous)‏.

## فحص البراز الكيميائي
- فحص حموضة البراز (قياس باهاء البراز) ويفيد في كشف وجود عدم تحمل اللاكتوز أو في وجود إنتان.
[ما هي؟]

-الاسهالات الدهنية يمكن أن تكشف باستخدام اختبار دهون البراز وتشخص بذلك وجود سوء امتصاص الدهون.
- فحص مستويات (الاليستاز) في البراز أصبحت حجر أساس في تشخيص التهاب البنكرياس .